# 相岡ちひろ
相岡 ちひろ（あいおか ちひろ、3月24日 - ）は、日本の女優、ナレーター、コスプレパフォーマー。大分県大分市出身。身長153cm。

## 略歴
大分県出身。ミュージカル「青い鳥」の主演に選ばれて舞台デビュー。カレッジ卒業後、人形館の主人公・春野香を演じる。
2009年10月にBamB's Landのリーダー兼ギターのあつしに声をかけられ、ボーカルとして加入。2010年3月には自主制作ではあるが、レコ発ツアーを成功させ、2010年10月13日にUK RECORDSよりインディーズデビューとなるアルバムを発売した。
2015年5月にコスプレアイドル活動開始。 アキバドラッグカフェを中心に活動中。 同年8月にはSHOWROOM配信をスタートし、9月からはソロでアイドル活動を開始。初音ミクのコスプレでライブ活動をしている。

## 人物・エピソード
小学5年生の時、友達に誘われて坂ノ市少年少女合唱団に入団。中学に入り、以前から興味のあったギターを始める。高校に入り、バンドを組むが卒業と同時に解散。高校卒業後、ワタナベエンターテインメントカレッジに通い芝居の勉強をする。在学中から現在も、フリーの舞台女優として舞台に立ち続けている。
世界大会のEmergenza Music Festival2010日本予選では、渋谷O-EASTで行われた決勝戦まで勝ち残った。その後、初のアルバム『QUEEN OF THE ROCK』を発売するも、結成一年弱でバンドを解散。

## 出演

### 舞台
- ミュージカル 青い鳥（2002年12月） - 主演・チルチル 役
- けんこんりかん（2008年11月） - チェ・ヨンス 役
- ブラックパンサー～漆黒の英雄列伝編～（2009年3月） - 青子 役
- HIMAWARI～日向と日陰が交差した日に～（2009年9月） - 真理子 役
- ミュージカル「CROWN OF Sohia」（2010年3月） - ナナ 役
- 人形館（2010年6月） - 主演・春野香 役
- SING!（2010年9月） - 金岡留美音 役
- WHITE Re TIME（2011年7月） - 黒猫 役
- PALLET Christmas（2011年11月） - ポエ 役
- 妄想ポルノ（2012年9月） - 主演・大平華 役
- アイツのウチにバスが突っ込む（2012年12月） - 女子高生 役

### 映像
- ショートムービー 魅惑（2011年9月） - 主演・澤村知美 役
- ショートムービー 十五夜（2012年1月） - 妊婦 役
- ショートムービー 夜光運河（2014年7月） - 主演・ちひろ 役